# Bonellia brunnescens
Bonellia brunnescens är en viveväxtart som först beskrevs av Ignatz Urban, och fick sitt nu gällande namn av Lepper och J.E.Gut. Bonellia brunnescens ingår i släktet Bonellia och familjen viveväxter. Inga underarter finns listade i Catalogue of Life.